# Медвиджа
Медвиджа (хорв. Medviđa) — населений пункт у Хорватії, у Задарській жупанії у складі міста Бенковаць.

## Населення
Населення за даними перепису 2011 року становило 140 осіб.
Динаміка чисельності населення поселення:

## Клімат
Середня річна температура становить 12,51 °C, середня максимальна – 26,20 °C, а середня мінімальна – -1,33 °C. Середня річна кількість опадів – 961 мм.
| Клімат поселення                              | Клімат поселення | Клімат поселення | Клімат поселення | Клімат поселення | Клімат поселення | Клімат поселення | Клімат поселення | Клімат поселення | Клімат поселення | Клімат поселення | Клімат поселення | Клімат поселення | Клімат поселення |
| Показник                                      | Січ.             | Лют.             | Бер.             | Квіт.            | Трав.            | Черв.            | Лип.             | Серп.            | Вер.             | Жовт.            | Лист.            | Груд.            |                  |
| Середній максимум, °C                         | 8,60             | 9,22             | 12,26            | 15,76            | 20,64            | 24,51            | 26,20            | 26,08            | 21,51            | 16,87            | 11,78            | 8,86             |                  |
| Середня температура, °C                       | 3,63             | 4,26             | 7,30             | 10,80            | 15,69            | 19,55            | 22,45            | 22,36            | 17,78            | 13,13            | 8,05             | 5,11             |                  |
| Середній мінімум, °C                          | −1,33            | −0,71            | 2,34             | 5,84             | 10,72            | 14,59            | 18,70            | 18,60            | 14,04            | 9,41             | 4,32             | 1,37             |                  |
| Норма опадів, мм                              | 77               | 72               | 75               | 82               | 71               | 68               | 44               | 57               | 95               | 104              | 118              | 98               |                  |
| Середньомісячна швидкість вітру, м/с          | 2.32             | 2.49             | 2.66             | 2.60             | 2.31             | 2.08             | 2.08             | 1.96             | 2.12             | 2.22             | 2.59             | 2.59             |                  |
| Середньомісячна сонячна радіація, кДж/м²·день | 5121             | 7818             | 11423            | 16043            | 20014            | 22327            | 24100            | 21110            | 15580            | 10007            | 5499             | 4351             |                  |
| --------------------------------------------- | ---------------- | ---------------- | ---------------- | ---------------- | ---------------- | ---------------- | ---------------- | ---------------- | ---------------- | ---------------- | ---------------- | ---------------- | ---------------- |
| Джерело:                                      |                  |                  |                  |                  |                  |                  |                  |                  |                  |                  |                  |                  |                  |